# Palmodes
Palmodes Kohl, 1890 è un genere di insetti apoidei appartenente alla famiglia Sphecidae.

## Biologia
Il genere scava nidi nel terreno e preda ortotteri.

## Distribuzione
Il genere ha una distribuzione olartica.

## Tassonomia
Il genere è formato da 20 specie:
- Palmodes californicus R. Bohart and Menke, 1961
- Palmodes carbo Bohart and Menke, 1963
- Palmodes dimidiatus (De Geer, 1773)
- Palmodes garamantis (Roth, 1959)
- Palmodes hesperus Bohart and Menke, 1961
- Palmodes insularis Bohart and Menke, 1961
- Palmodes laeviventris (Cresson, 1865)
- Palmodes lissus Bohart and Menke, 1961
- Palmodes melanarius (Mocsáry, 1883)
- Palmodes minor (F. Morawitz, 1890)
- Palmodes occitanicus (Lepeletier de Saint Fargeau and Serville, 1828)
- Palmodes orientalis (Mocsáry, 1883)
- Palmodes pacificus Bohart and Menke, 1961
- Palmodes palmetorum (Roth, 1963)
- Palmodes parvulus (Roth in de Beaumont, 1967)
- Palmodes praestans (Kohl, 1890)
- Palmodes pusillus (Gussakovskij, 1930)
- Palmodes sagax (Kohl, 1890)
- Palmodes strigulosus (A. Costa, 1861)
- Palmodes stygicus Bohart and Menke, 1961

In Italia sono presenti le specie P. occitanicus e P. strigulosus.